# Tephrochlamys romanum
Tephrochlamys romanum är en tvåvingeart som först beskrevs av Leander Czerny 1924.  Tephrochlamys romanum ingår i släktet Tephrochlamys och familjen myllflugor.
Artens utbredningsområde är Italien. Inga underarter finns listade i Catalogue of Life.